# Tru Thoughts
«Tru Thoughts» — британський незалежний музичний лейбл. Заснований Робертом Луісом та Полом Джонасом 1999 року у м. Брайтон. Всього за 10 років він став одним з найвідоміших та авторитетних лейблів у світі незалежної музики.

## Історія
У вересні 2009 року, після успішного керування нічним клубом «Phonic: hoop and Shake Yer Wig», Пол Джонас та Роберт Луіс, двоє фанатів музики, вирішили створити свій власний лейбл.
З їхнього імпровізованого офісу, під сходами Роберта Луіса, вони випустили свій перший реліз від імені Tru Thoughts — EP Alarming Frequency. Після цього було багато релізів, які крок за кроком карбували успіх та авторитет лейблу — Animal Magic від Bonobo (липень 2000), The 5th Exotic від Quantic (червень 2001) та дебютний альбом Джона Кеннеді We're Just Waiting For You Now (липень 2001).
2005 року Tru Thoughts отримали нагороду «Лейбл року» на щорічній церемонії нагород від Жиля Петерсона.
Вілл Голланд, відомий як Quantic, випускався під різними псевдо на лейблі — Quantic, The Quantic Soul Orchestra, Flowering Inferno, The Limp Twins, Quantic and his Combo Barbaro.
2009 року Tru Thoughts святкували своє десятиріччя. Лейбл випустив більше як 200 релізів, висунувши на передній план незалежну, еклектичну та оригінальну музику, якість якої визнали музичні фахівці.
Tru Thoughts вікдрили багато невідомих артистів, які згодом перейшли до інших лейблів. Bonobo та Treva Whateva підписали контракт з Ninja Tune, Chris Clark пішов до Warp Records, Джон Кеннеді — до Grand Central Records, Chroma — до Good Looking Records та The Capoeira Twins — до Hope Recordings.
Лейбл володіє видавничою компанією під назвою Full Thought Publishing. Музика з лейблу використовувалась для реклами iTunes, Ford, MLB, Mercedes Benz та Unilever, а також на багатьох телепрограмах та фільмах.

## Підрозділи
З Tru Thoughts народились три під-лейбли:
- Tru Thoughts 7 seven, який спеціалізується на фанку та соулі
- Unfold records, який спеціалізується на альбомах-компіляціях
- Zebra Traffic, спеціалізується на британському хіп-хопі.

Tru Thoughts організовують багато вечірок по всіх Великій Британії, а також мають радіошоу на кількох радіостанціях.

## Артисти
| - Anchorsong - Azaxx - The Amalgamation Of Soundz - The Bamboos - Barakas - Belleruche - benji Boko - Beta Hector - Bonobo - The Broken Keys - Capoeira Twins - Deeds Plus Thoughts - Diesler - Domu - Flevans - Freddie Cruger & Anthony Mills Are Wildcookie - Freddie Cruger a.k.a. Red Astaire - Galaxian | - Hidden Orchestra - Hint - Hot 8 Brass Band - Humble Munk - Jon Kennedy - Jumbonics - Jung Collective - Kinny - Kinny & Horne - Kylie Auldist - Lanu - The Limp Twins - Lizzy Parks - Maddslinky - Maga Bo - Mangataot - Mark de Clive-Lowe - Mawglee - me&you - Milez Benjiman - Natural Self | - Nirobi & Barakas - Nostalgia 77 - Nostalgia 77 Octet - Nostalgia 77 Sessions feat. Keith and Julie Tippett - Quantic - Quantic and his Combo Bárbaro - Quantic Presenta Flowering Inferno - The Quantic Soul Orchestra - Peshay - Riz MC - Rodney P - Alice Russell - Saravah Soul - Spanky Wilson - Space Captain Band - Steady - Stonephace - TM Juke - TM Juke And The Jack Baker Trio - Treva Whateva - Unforscene - Unitone - Youngblood Brass Band - Zed Bias - Zero dB |